# Chevrolet Cavalier (2016)
La Chevrolet Cavalier (chiamata anche Chevrolet Kewozi, in cinese: 科沃兹) è una autovettura prodotta dalla casa automobilistica statunitense Chevrolet a partire dal 2016.

## Descrizione
La Chevrolet ha riutilizza il nome Cavalier (dopo averlo adottato negli USA su di una vettura prodotta tra gli anni 80 e i primi 2000) nel 2016 su una nuova berlina compatta venduta inizialmente solo in Cina, che si posiziona sotto la Cruze, con il nome cinese di Chevrolet Kewozi (科沃兹).
La Cavalier è stata presentata al Salone di Chengdu  il 2 settembre 2016. È stata sviluppata sulla stessa piattaforma della Cruze di prima generazione, la cosiddetta piattaforma Delta II, e utilizza il motore a quattro cilindri da 1,5 litri che alimenta molte vetture compatte prodotte dalla General Motors in Cina, inclusa la Chevrolet Sail. A partire dal 2018, la Cavalier viene esportata anche in Messico mantenendo lo stesso nome, in sostituzione della Chevrolet Sonic, montando un motore da 1,5 litri che produce 107 CV (80 kW) e una coppia di 141 Nm.
La Cavalier venduta in Messico ha subito un restyling nel 2019 con piccole modifiche estetiche quali nuovi colori per la carrozzeria, nuovo design dei cerchi in lega, quattro airbag e freni con ABS, cinture di sicurezza a tre punti e controllo della stabilità, nonché modifiche di dettaglio all'interno con un nuovo display da 7 pollici dotato del sistema di infotainment Chevrolet myLink e fornitori di Apple CarPlay. La Cavalier aggiornata è stata messa in vendita il 23 settembre 2019. A fine 2019, le vendite della vettura nel mercato cinese sono state interrotte, venendo sostituita dalla Chevrolet Monza, mentre continua ad essere esportata in Messico.